# Esther Chemtai
Esther Chemtai Ndiema (4 juni 1988) is een Keniaanse atlete, die is gespecialiseerd in de lange afstand. In Nederland geniet ze met name bekendheid wegens haar overwinning bij de Parelloop (2012 en 2013) en de Posbankloop (2012). Ook werd ze tweede bij de Tilburg Ten Miles (2013) en derde bij de Dam tot Damloop (2013). In 2014 maakte ze in Turijn haar marathondebuut een wedstrijd die ze meteen won in 2:28.41.

## Persoonlijke records
Baan
| Onderdeel | Prestatie | Datum        | Plaats              |
| --------- | --------- | ------------ | ------------------- |
| 1500 m    | 4.13,61   | 28 juli 2007 | Heusden-Zolder      |
| 3000 m    | 8.44,47   | 8 juni 2010  | Montreuil-sous-Bois |
| 5000 m    | 14.57,16  | 30 mei 2010  | Hengelo             |
| 10.000 m  | 32.55,0   | 21 juni 2013 | Nairobi             |

Weg
| Onderdeel      | Prestatie | Datum             | Plaats   |
| -------------- | --------- | ----------------- | -------- |
| 10 km          | 31.27     | 17 april 2011     | Würzburg |
| 15 km          | 48.23     | 23 september 2012 | Zaandam  |
| 20 km          | 1:06.35   | 18 oktober 2015   | Valencia |
| halve marathon | 1:10.04   | 5 mei 2013        | Berlijn  |
| 25 km          | 1:23.18   | 5 mei 2013        | Berlijn  |
| marathon       | 2:28.41   | 16 november 2014  | Turijn   |

## Palmares

### 3000 m
- 2010: 5e Meeting de Montreuil in Montreuil-sous-Bois - 8.44,47
- 2010: 5e Meeting de Atletismo Madrid - 8.53,8
- 2010:  Meeting Lille Metropole - 8.46,36

### 5000 m
- 2005:  Keniaanse kamp. in Nairobi - 15.46,3
- 2005:  Afrikaanse jeugdkamp. in Tunis - 16.06,13
- 2007: 5e Meeting International de la Province de Liège in Naimette-Xhovemont - 15.24,33
- 2008:  Keniaanse Afrikaanse kamp. Trials in Nairobi - 15.54,4
- 2008: 6e Afrikaanse kamp. in Addis Ababa - 16.00,39
- 2010:  FBK Games - 14.57,16
- 2010:  Keniaanse kamp. in Nairobi - 15.38,53
- 2010: 6e Afrikaanse kamp. in Nairobi - 16.29,25
- 2011: 4e Keniaanse WK Trials in Nairobi - 15.57,2 (in series: 15.50,9)
- 2011: 5e Afrikaanse Spelen in Maputo - 15.42,64

### 10.000 m
- 2013:  Athletics Kenya Police Championships in Nairobi - 33.04,1
- 2013: 4e Keniaanse kamp. in Nairobi - 32.55,6

### 5 km
- 2013:  Freihofer's Run for Women in Albany - 15.32

### 10 km
- 2011:  Würzburger Residenzlauf - 31.27
- 2011:  Paderborner Osterlauf - 32.11
- 2012:  Parelloop - 31.32,5
- 2012:  Paderborner Osterlauf - 31.36
- 2012:  TCS World in Bangalore - 32.34
- 2013:  World's Best in San Juan - 32.18
- 2013:  Paderborner Osterlauf - 31.45
- 2013:  Parelloop - 31.52,7
- 2013:  TCS World in Bangalore - 32.14
- 2013:  Tilburg - 32.06[1]
- 2013: 4e O2 Prague Grand Prix in Praag - 32.48[1]
- 2014:  Birell Grand Prix in Praag - 31.51
- 2016:  Okpekpe Road Race - 33.41

### 15 km
- 2012:  Posbankloop - 50.50

### 10 Eng. mijl
- 2012:  Dam tot Damloop - 51.54

### halve marathon
- 2014: 4e halve marathon van Praag - 1:09.49
- 2014:  halve marathon van Usti nad Labem - 1:10.51
- 2016:  halve marathon van Chemususu - 1:19.27

### 25 km
- 2013:  25 km van Berlijn - 1:23.15

### marathon
- 2014:  marathon van Turijn - 2:28.41
- 2015:  marathon van Wenen - 2:30.32
- 2016:  marathon van Rabat - 2:28.37
- 2016:  marathon van Lissabon - 2:31.41

### veldlopen
- 2010:  WK U20 in Bydgoszcz - 18.55[1]
- 2012: 4e Afrikaanse kamp. in Kaapstad - 27.07